# 18623 Pises
18623 Pises è un asteroide della fascia principale. Scoperto nel 1998, presenta un'orbita caratterizzata da un semiasse maggiore pari a 2,8392062 UA e da un'eccentricità di 0,0268248, inclinata di 2,71147° rispetto all'eclittica.